# George Bowdler Buckton
Pour les articles homonymes, voir Buckton.
George Bowdler Buckton est un entomologiste britannique, né le 24 mai 1818 à Londres et mort le 25 septembre 1905 à Haslemere dans le Surrey.

## Biographie
Il est l'assistant d'August Wilhelm von Hofmann (1818-1892) à l'école royale de chimie de Londres. Buckton écrit des articles sur des sujets de chimie jusqu'en 1865 date à laquelle il s'installe à Haslemere et commence à étudier les homoptères. En 1867, il devient membre de la Royal Society. Il est l’auteur de :
- Monograph of the British Aphides (quatre volumes, Londres, 1876-1883).
- Monograph of the British Cicadæ or Tettigidæ (deux volumes, Macmillan & Co., Londres, 1890-1891).
- The Natural History of Eristalis Tenax or the Drone-Fly (Macmillan & Co., Londres, 1895).
- A Monograph of the Membracidæ, avec un article de Edward Bagnall Poulton (1856-1943) (Lovell Reeve & Co., Londres, 1901-1903).